# Зисман, Иосиф Натанович
Ио́сиф Ната́нович Зи́сман (15 мая 1914, Киев — 26 июня 2004, Санкт-Петербург) — российский советский живописец, график, член Санкт-Петербургского Союза художников (до 1992 года — Ленинградской организации Союза художников РСФСР).

## Биография
Зисман Иосиф Натанович родился 15 мая 1914 года в Киеве. В 1919 году во время погрома, учинённого белобандитами, орудовавшими под Киевом, погибли его родители. С пятилетнего возраста вместе со старшей сестрой воспитывался в киевском детском доме. В конце 1920-х занимается в киевском художественном техникуме «Культурлига».
В 1931 году приезжает в Москву, работает художником на фабрике «Диафото». В 1933—1934 годах живёт на Дальнем Востоке, в Биробиджане, преподаёт рисование и черчение в средней школе и педагогическом техникуме. В 1934—1937 годах, после возвращения в Москву, учится в Московском институте повышения квалификации художников по классу живописи у Бориса Иогансона.
В 1937 году призывается в Красную Армию. С перерывами служит до 1953 года. Участник Великой Отечественной войны, награждён медалью «За отвагу», а также орденом Великой Отечественной войны I степени. В 1947 году принят в члены Ленинградского Союза советских художников. С этого времени участвует в выставках ленинградских художников. Пишет пейзажи, портреты, в 80-90-е — фигурные композиции и жанровые сцены. Первая персональная выставка состоялась в 1984 году в залах Ленинградского Союза художников.
Скончался 26 июня 2004 года в Санкт-Петербурге на 91-м году жизни.
Произведения И. Н. Зисмана находятся в музеях и частных собраниях в России, США, Германии, Израиле и других странах.

## Художественные особенности
«Зисман — живописец в первую очередь, живописец по преимуществу. „Мне всегда было жаль тратить время на что-то, помимо живописи“, — признается художник. Живопись держала его в безраздельном плену. Проявляя неутомимую любознательность, он исследует весь диапазон ее возможностей: работает на самых разных основах и самыми разными материалами; все пятьдесят лет творческой работы настойчиво изучает масляную живопись, ее свойства, ее „нрав“. Постепенно сформировались предпочтения: втягивающие грунты, дающие характерную матовость, работа мастихином, позволяющая достаточно быстро проходить всю поверхность холста. Художник любит относительно небольшой формат, дающий возможность интенсивной живописной проработки каждого квадратного сантиметра поверхности.» 
«Один и тот же пейзаж, одно и то же место он может писать утром и вечером, днем и в сумерки, принося домой по шесть-семь листов за один день. В одном и том же пространстве он ищет различные „выражения лица“, варьируя, поражаясь изменчивости мира, его многовариантности. Свобода обращения с цветом не только постоянный поиск художника, но и его смелость, подтверждение высокого мастерства. […]

В каждой новой своей работе художник ищет устойчивого равновесия, открывая красоту. Стремление поднять факт до обобщения, до события делает искусство Зисмана не только поразительно нежным, но и чрезвычайно нужным в сегодняшней зачерствелой жизни.» Семен Ласкин.
«Зисман современен не внешне, а по сути. Он сделал свой выбор, позволяющий ему с максимальной адекватностью раскрыть свое „я“. От импрессионизма (подобно М. Ларионову) он взял его „вывод“ — отношение к картинной плоскости, к живописной ткани, обладающей своей органикой развития. Благодаря уникальному колористическому чутью художника она у него поистине драгоценна. Однако — отнюдь не отвлеченно-самоценна. И не столько потому, что относится к тому или иному мотиву. Мотив, как правило, сам по себе ничего не представляет, взятый наугад, наобум. Как говорит художник, его Таити — в Гурзуфе, а с одного места можно написать четыре этюда, лишь поворачивая мольберт в разные стороны. Но мотив представительствует от имени этого мира, этой жизни. Тончайшими нитями связан художник с нею. Она словно бы и удерживается его взором, и постоянно уходит, утекает от — или из — него, как и из каждого человека. Ибо мир и мастер — объект и субъект — предстают как нечто единое и неразрывное. Мир есть постольку поскольку есть художник, его видение, дыхание, душа. И художник раскрывается постольку, поскольку он приобщен к этому миру, растворен в нем. Поскольку постоянно творит, ткет свою грезу о реальности томительно переживая мираж существования.
Картины Зисмана подобны видениям. Жизнь в них замедленна. Замирает движение. И время смиряет свой бег, даруя некую просветленную паузу, словно перед расставаньем, или обещая что-то невозможное, хотя и мнящееся таким близким. Вот эта счастливая мука нераздельности души художника и мира, ощущение постоянного истаивания бытия и определяет особенности живописной ворожбы Зисмана.» Лев Мочалов.

«Иосиф Зисман как художник достиг настоящей зрелости после семидесяти, в 1980—1990-е годы. В это время созданы его лучшие произведения, в это время его „мудрая живопись“ обрела завершенный образ системы, в это время он наконец-то появился в зоне внимания. Позднее развитие (только выйдя на пенсию, Зисман обрел необходимую свободу для творчества), замедленность процесса „самосозидания“ во многом обусловили собственную траекторию движения, не совпадающую ни с „левыми“, ни с „правыми“, ни с какими-либо другими общими тенденциями. Так же как и свою, оберегает художник суверенность созданного им мира. Он, этот мир, связан с реальностью (оттуда родом все сюжеты и герои), но будто отделен от нее незримой гранью. Преграда „сооружена“ чисто живописными средствами: сложная цветовая гамма нюансирует сближенные тональности, его полотно словно светится изнутри, протяженные мазки втирают краску в поверхность холста, то делая ее густой и вязкой, то, наоборот, открывая структуру основы. Четкость изображения ослаблена, оно размыто, смазано, окутано плотной живописной тканью. Картины Зисмана поэтому ассоциируются не столько с натурой, сколько с восстановленными по памяти зрительными образами или даже с самим процессом вызова визуальных воспоминаний. Такому впечатлению способствует и бессобытийность сюжетов, превращенных в длящиеся состояния. Длительность оказывается внутренним свойством самой живописи — физически ощутим медленный ход кисти, время сокрыто в красочной многослойности, образующей „непрерывное“ фактурное марево. Изображение не появляется внезапно и не грозит скорым исчезновением, равно как и не „экспонирует“ наблюдателю своего постепенного становления. Мотив будто зависает в поле зрения, пребывает, продолжая при этом жить собственной — обособленной — жизнью: по холсту идут какие-то едва уловимые цветовые течения, скользят неясные тени, поверхность полотна испытывает чуть заметные колебания, красочное вещество материализуется, превращаясь в предметы и формы.» Ирина Карасик

## Персональные выставки
- 1934 год (Биробиджан).
- 1962 год (Ленинград): Ленинградская организация Союза художников РСФСР: Голубая гостиная.
- 1983 год (Ленинград): Дом писателей им. В.В.Маяковского.
- 1984 год (Ленинград): Ленинградская организация Союза художников РСФСР.
- 1987 год (Ленинград): Дом журналистов.
- 1994 год (Санкт-Петербург): Центральный выставочный зал «Манеж».
- 2000 и 2013 гг. (Санкт-Петербург): Музей Анны Ахматовой в Фонтанном доме.
- 1997 и 2014 гг. (Пушкин): Государственный музей «Царскосельская коллекция».
- 2002, 2009, 2012, 2015  гг. (Санкт-Петербург): Еврейский общинный центр Санкт-Петербурга.
- 2007 и 2014 гг. (Санкт-Петербург): галерея «Матисс клуб».
- 2004 год (Санкт-Петербург): выставочный зал IFA.
- 2011 год (Санкт-Петербург): Галерея искусств DiDi.

## Выставки
- 1957 год (Ленинград): 1917 - 1957. Выставка произведений ленинградских художников.
- 1958 год (Ленинград): Осенняя выставка произведений ленинградских художников.
- 1960 год (Ленинград): Выставка произведений ленинградских художников.
- 1972 год (Ленинград): По Родной стране. Выставка произведений ленинградских художников.
- 1975 год (Ленинград): Наш современник. Зональная выставка произведений ленинградских художников.
- 1978 год (Ленинград): Выставка произведений художников - ветеранов Великой Отечественной войны и других ленинградских живописцев.
- 1980 год (Ленинград): Зональная выставка произведений ленинградских художников.
- 1981 год (Ленинград): Выставка произведений художников - ветеранов Великой Отечественной войны и других ленинградских живописцев.
- 1987 год (Ленинград): Выставка произведений художников - ветеранов Великой Отечественной войны.
- 2018 год (Санкт-Петербург): (Эрарта): "Безнадежные живописцы. Ленинградско-петербургская живопись"

## Музеи
- Государственная Третьяковская галерея (Москва)
- Государственный Русский музей (Санкт-Петербург)
- Санкт-Петербургский государственный музей театрального и музыкального искусства
- Музей искусства Санкт-Петербурга XX-XXI веков (МИСП)
- Музей Анны Ахматовой в Фонтанном доме (Санкт-Петербург)
- Государственный музей «Царскосельская коллекция» (Пушкин)
- государственные художественные музеи Архангельска, Саратова, Хабаровска, Комсомольска-на-Амуре, Сочи и других городов